# Pekari (obwód czerkaski)
Pekari (ukr. Пекарі) – wieś na Ukrainie, w obwodzie czerkaskim, w rejonie czerkaskim, w hromadzie Kaniów. W 2001 liczyła 505 mieszkańców.